# Classement général du Tour d'Italie
Le classement général du Tour d'Italie est un classement du Tour d'Italie cycliste, qui récompense le coureur qui a passé le moins de temps au cours de toutes les étapes, en tenant compte des secondes de bonifications obtenues lors d'arrivées d'étapes et de sprints intermédiaires. Ce classement attribue depuis 1931 à son leader le port du maillot rose (Maglia rosa). Sa couleur est calquée sur celle des pages du quotidien sportif La Gazzetta dello Sport, l'organisateur de la course.
Le classement général final, calculé à l'issue de la dernière étape, détermine le vainqueur du Tour d'Italie.

## Palmarès
- 1909 -  Luigi Ganna
- 1910 -  Carlo Galetti
- 1911 -  Carlo Galetti
- 1912 -  Équipe Atala
- 1913 -  Carlo Oriani
- 1914 -  Alfonso Calzolari
- 1919 -  Costante Girardengo
- 1920 -  Gaetano Belloni
- 1921 -  Giovanni Brunero
- 1922 -  Giovanni Brunero
- 1923 -  Costante Girardengo
- 1924 -  Giuseppe Enrici
- 1925 -  Alfredo Binda
- 1926 -  Giovanni Brunero
- 1927 -  Alfredo Binda
- 1928 -  Alfredo Binda
- 1929 -  Alfredo Binda
- 1930 -  Luigi Marchisio
- 1931 -  Francesco Camusso
- 1932 -  Antonio Pesenti
- 1933 -  Alfredo Binda
- 1934 -  Learco Guerra
- 1935 -  Vasco Bergamaschi
- 1936 -  Gino Bartali
- 1937 -  Gino Bartali
- 1938 -  Giovanni Valetti
- 1939 -  Giovanni Valetti
- 1940 -  Fausto Coppi
- 1946 -  Gino Bartali
- 1947 -  Fausto Coppi
- 1948 -  Fiorenzo Magni
- 1949 -  Fausto Coppi
- 1950 -  Hugo Koblet
- 1951 -  Fiorenzo Magni
- 1952 -  Fausto Coppi
- 1953 -  Fausto Coppi
- 1954 -  Carlo Clerici
- 1955 -  Fiorenzo Magni
- 1956 -  Charly Gaul
- 1957 -  Gastone Nencini
- 1958 -  Ercole Baldini
- 1959 -  Charly Gaul
- 1960 -  Jacques Anquetil
- 1961 -  Arnaldo Pambianco
- 1962 -  Franco Balmamion
- 1963 -  Franco Balmamion
- 1964 -  Jacques Anquetil
- 1965 -  Vittorio Adorni
- 1966 -  Gianni Motta
- 1967 -  Felice Gimondi
- 1968 -  Eddy Merckx
- 1969 -  Felice Gimondi
- 1970 -  Eddy Merckx
- 1971 -  Gösta Pettersson
- 1972 -  Eddy Merckx
- 1973 -  Eddy Merckx
- 1974 -  Eddy Merckx
- 1975 -  Fausto Bertoglio
- 1976 -  Felice Gimondi
- 1977 -  Michel Pollentier
- 1978 -  Johan De Muynck
- 1979 -  Giuseppe Saronni
- 1980 -  Bernard Hinault
- 1981 -  Giovanni Battaglin
- 1982 -  Bernard Hinault
- 1983 -  Giuseppe Saronni
- 1984 -  Francesco Moser
- 1985 -  Bernard Hinault
- 1986 -  Roberto Visentini
- 1987 -  Stephen Roche
- 1988 -  Andrew Hampsten
- 1989 -  Laurent Fignon
- 1990 -  Gianni Bugno
- 1991 -  Franco Chioccioli
- 1992 -  Miguel Indurain
- 1993 -  Miguel Indurain
- 1994 -  Evgueni Berzin
- 1995 -  Tony Rominger
- 1996 -  Pavel Tonkov
- 1997 -  Ivan Gotti
- 1998 -  Marco Pantani
- 1999 -  Ivan Gotti
- 2000 -  Stefano Garzelli
- 2001 -  Gilberto Simoni
- 2002 -  Paolo Savoldelli
- 2003 -  Gilberto Simoni
- 2004 -  Damiano Cunego
- 2005 -  Paolo Savoldelli
- 2006 -  Ivan Basso
- 2007 -  Danilo Di Luca
- 2008 -  Alberto Contador
- 2009 -  Denis Menchov
- 2010 -  Ivan Basso
- 2011 -  Michele Scarponi[1]
- 2012 -  Ryder Hesjedal
- 2013 -  Vincenzo Nibali
- 2014 -  Nairo Quintana
- 2015 -  Alberto Contador
- 2016 -  Vincenzo Nibali
- 2017 -  Tom Dumoulin
- 2018 -  Christopher Froome
- 2019 -  Richard Carapaz
- 2020 -  Tao Geoghegan Hart
- 2021 -  Egan Bernal
- 2022 -  Jai Hindley
- 2023 -  Primož Roglič
- 2024 -  Tadej Pogačar
- 2025 -  Simon Yates